# Verwaltungsakademie Berlin
Die Verwaltungsakademie Berlin (VAk) ist das Landesamt für Aus- und Fortbildung sowie Interne Beratung und der zentrale Bildungsdienstleister des Landes Berlin. Sie ist für die Aus- und Weiterbildung der Mitarbeitenden des öffentlichen Dienstes und von Beschäftigten kommunaler Betriebe und Einrichtungen zuständig.

## Geschichte
Die Verwaltungsakademie Berlin wurde am 14. Oktober 1919 als erste ihrer Art in Deutschland in der Aula der Berliner Universität – der heutigen Humboldt-Universität zu Berlin – eröffnet. Von 2012 bis 2023 war Wolfgang Schyrocki der Direktor der Verwaltungsakademie. Nachfolgerin wurde am 1. September 2024 Martina Ruppin.
Zum 1. Januar 2025 trat das Gesetz zur Neuorganisation der Verwaltungsakademie Berlin (VAkG) in Kraft, mit dem die VAk als Anstalt aufgelöst und in eine Sonderbehörde des Landes Berlin überführt wurde. Seitdem firmiert sie als Landesamt für Aus- und Fortbildung sowie Interne Beratung.

## Aufgaben und Organisation
Die Organe der Verwaltungsakademie sind die Direktorin, die Hörervertretung, die Dozentenvertretung und ein überressortlicher Verwaltungsrat. Der Verwaltungsrat begleitet die VAk bei ihrer programmatisch-strategischen Ausrichtung.
Die Verwaltungsakademie gliedert sich in drei Abteilungen:
- Abteilung I – Ausbildung
- Abteilung II – Fortbildung
- Abteilung ZS – Zentraler Service

## Liegenschaften

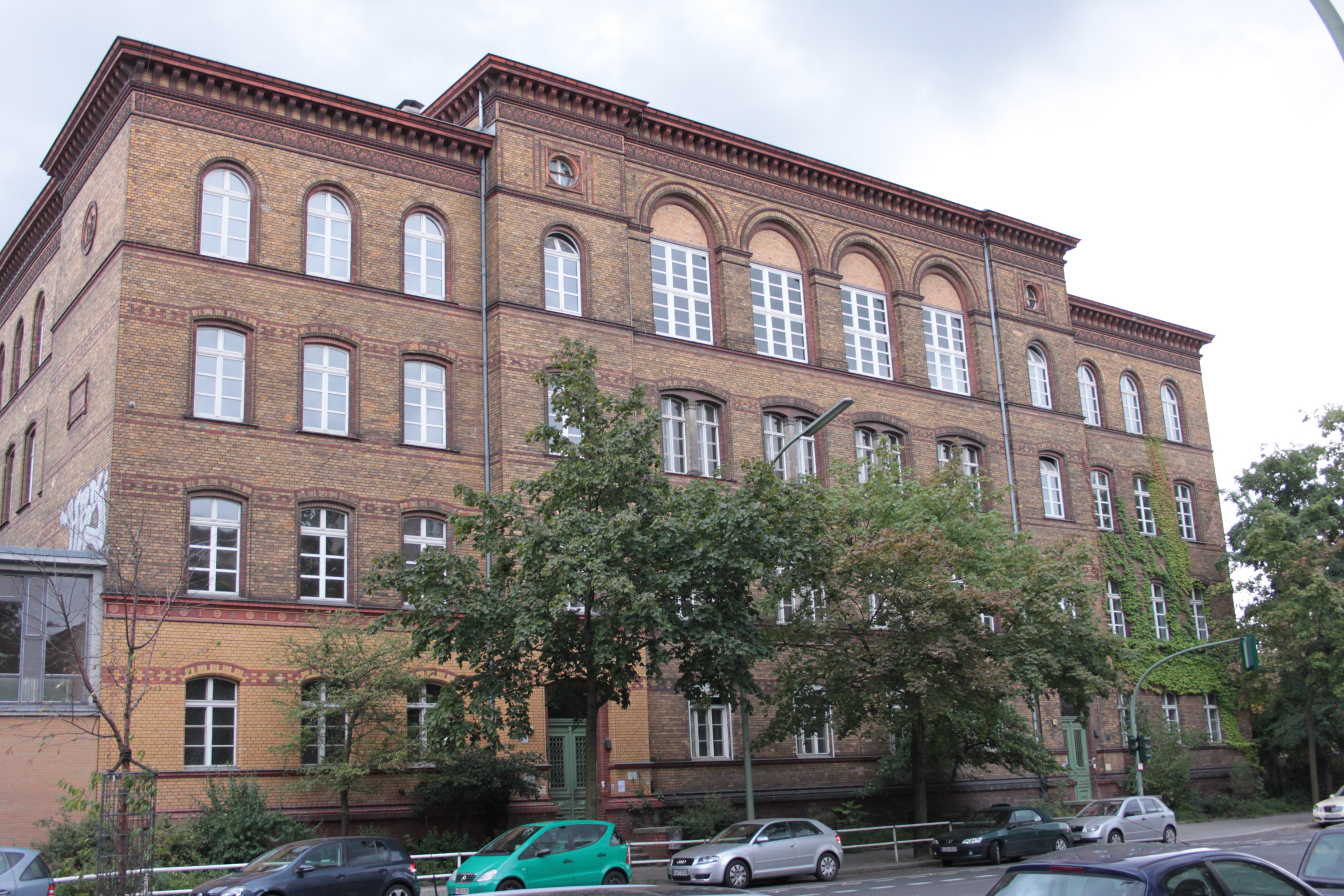
Standort in der Turmstraße 86 in Moabit

Die Verwaltungsakademie befand sich bis August 2014 im Bildungs- und Verwaltungszentrum Friedrichsfelde (BVZ) im Bezirk Lichtenberg (Ortsteil Friedrichsfelde). Seit dem 25. August 2014 befindet sie sich im Ortsteil Moabit des Bezirks Mitte in einem renovierten Baudenkmal an der Turmstraße 86.